# Калао лусонський
Калао лусонський (Penelopides manillae) — вид птахів родини птахів-носорогів (Bucerotidae).

## Поширення
Ендемік Філіппін. Поширений на Лусоні та прилеглих островах Полілло, Маріндук, Катандуанес і Патнанунган. Мешкає в лісах, віддаючи перевагу окраїнам або ділянкам вздовж водойм. У пошуках їжі він також відвідує самотні дерева, що ростуть у прерії.

## Опис
Це відносно невеликий птах-носоріг з довжиною тіла 45 сантиметрів. Хвіст самця в середньому становить 19,8 см, у самиці трохи коротший, розміром 18,4 см. Дзьоб самця має в середньому 9,1 см, самиці трохи коротший, в середньому 7,3 см. Голова, шия і нижня частина тіла блідо-жовто-білого кольору. Вушна область і горло чорні. Верхня частина тіла і крила темно-коричневого кольору, з легким металевим відблиском на верхній частині тіла. Хвіст темно-коричневого кольору з дрібними білими кінчиками на зовнішніх кермових. У центральній частині хвоста є широка смуга від одного до чотирьох сантиметрів. Дзьоб коричневий, з шоломом рогового кольору і блідо-жовтими або рожевими борознами на верхніх і нижніх щелепах. Гола шкіра навколо очей і оголена область горла рожевого кольору. Очі темно-червоні. Ноги і стопи темно-коричневі. Оперення дорослих самиць багато в чому нагадує самця. Голова, шия та нижня частина тіла, однак, темно-коричневого кольору; нижня частина тіла трохи світліша за верхню. Світла смуга на хвості трохи більше коричнева. Шкіра навколо очей без пір'я світло-блакитна, а на горлі — рожева. Очі червонувато-карі або оранжеві.

## Спосіб життя
Лусонський калао живе групами до 14 птахів. Любить сідати на ліани або тонкі гілки, а також лазити на крайні гілки, щоб збирати плоди та ягоди. Групи зазвичай включають молодих особин, а також дорослих самців і самиць.
Репродуктивна біологія недосконально вивчена, але лусонський калао, як і всі інші птахи-носороги, гніздиться в дуплах дерев. Вважається, що в природі ці птиці-носороги гніздуються кооперативно. Вони проявляють агресивну поведінку по відношенню до інших птахів. Більш точні дані про репродуктивну біологію були зібрані з екземплярів, вирощених у неволі. Весь репродуктивний цикл становить 80-102 дні. Насиджують яйця 28-31 день, а молодняк повністю розвивається у віці 50-65 днів.
Самка закриває вхід у гніздо землею, екскрементами та шматочками дерева, поки воно не зменшиться у вузький простір. Самець, хоча і не бере участь у закритті входу, постачає самиці їжу у вигляді фруктів, які самка частково використовує для виготовлення гіпсу. Виводок містить до п'яти яєць. Інтервал нересту між одним яйцем і іншим коливається від одного до п'яти днів. Самець постачає їжу самці, а потім і пташенятам, відригуючи її біля входу в гніздо. У період розмноження самка виявляє певну перевагу до тваринних білків.

## Підвиди
- P. m. manillae (Boddaert, 1783), поширений на Лусоні, Маріндуці, Катандуані та прилеглих островах;
- P. m. subniger McGregor, 1910, поширений на Полілло і Патнанунган.